# Филлипс, Марк (политик)
Марк Энтони Филлипс (англ. Mark Anthony Phillips; род. 5 октября 1961, Джорджтаун) — политический деятель Гайаны и отставной военный офицер, который стал премьер-министром страны при президентстве Ирфаана Али в августе 2020 года. С 2013 по 2016 год был начальником штаба Сил обороны Гайаны.

## Биография
Марк Филлипс получил степень бакалавра в области государственного управления в Университете Гайаны и степень магистра в области управления государственным сектором в Папском католическом университете Мадре и Маэстра. В сентябре 1981 года окончил Королевскую военную академию в Сандхёрсте.
На всеобщих выборах 2020 года баллотировался вместе с Ирфааном Али от Народной прогрессивной партии Гайаны. 2 августа 2020 года был назначен премьер-министром Гайаны, а также стал первым вице-президентом и является конституционным преемником президента Гайаны в случае внепланового освобождения этой должности.